# Münstertal/Schwarzwald
Münstertal/Schwarzwald – miejscowość i gmina w Niemczech, w kraju związkowym Badenia-Wirtembergia, w rejencji Fryburg, w regionie Südlicher Oberrhein, w powiecie Breisgau-Hochschwarzwald, wchodzi w skład związku gmin Staufen-Münstertal. Leży w Schwarzwaldzie, nad rzeką Neumagen, na południe od Fryburga Bryzgowijskiego.
Misjonarz, św. Trudpert założył tutaj w średniowieczu opactwo.

## Współpraca
Miejscowość partnerska:
- Rittersgrün – dzielnica Breitenbrunn/Erzgeb., Saksonia